# Åke Harnesk
Åke Harnesk, född 5 maj 1926 i Göteborg, död 23 april 2018 i Kungsbacka, var en svensk skådespelare, dansare och revyartist.

## Biografi
Efter Calle Flygare Teaterskola engagerades Harnesk vid Oscarsteatern under fem säsonger, bland annat som Harry i My Fair Lady 1959–1961, och som Sigismund i Vita Hästen 1961. 1963 gjorde han succé i Min syster och jag på Scalateatern och samma år kom han till Stora Teatern i Göteborg som blev hans hemmascen i 20 år. Bland hans många operettroller kan nämnas Boni i Csardasfurstinnan, Lilleman i Stoppa världen, titelrollen i Orfeus i underjorden och konferencieren i Cabaret. Det sista Harnesk spelade på Stora Teatern var Animalen med musik av Lars Johan Werle och libretto av Tage Danielsson. Från 1975 spelade Harnesk i tio revyer hos Hagge Geigert på Lisebergsteatern, där hans komiska förmåga fick blomma ut. Harnesk fanns även med i flera av de revybetonade radioserier som Kjell Kraghe producerade från Strömstad. Han avslutade sin scenkarriär med rollen som doktor Einstein i farsen Arsenik och gamla spetsar 1987.
Harnesk filmdebuterade 1959 i Göran Genteles Sängkammartjuven. Han medverkade i sammanlagt nio filmer fram till 1979. Han har även medverkat i TV-serierna Mor gifter sig (1979), Polisen som vägrade ge upp (1984) och Polisen och domarmordet (1993).

## Filmografi
- 1959 – Sängkammartjuven
- 1960 – Av hjärtans lust
- 1961 – Svenska Floyd
- 1961 – Änglar, finns dom?
- 1963 – Den gula bilen
- 1963 – Kurragömma
- 1965 – Salta gubbar och sextanter
- 1965 – Flygplan saknas
- 1979 – Charlotte Löwensköld
- 1979 – Mor gifter sig (TV-serie)
- 1984 – Polisen som vägrade ge upp (TV-serie)
- 1993 – Polisen och domarmordet (TV-serie)

## Teater

### Roller (ej komplett)
| År   | Roll                 | Produktion                                                          | Regi             | Teater        |
| ---- | -------------------- | ------------------------------------------------------------------- | ---------------- | ------------- |
| 1958 | Collin               | Madame Pompadour Rudolf Schanzer, Ernst Welisch och Leo Fall        | Ivo Cramér       | Oscarsteatern |
| 1959 | Åskådare             | My Fair Lady Frederick Loewe och Alan Jay Lerner                    | Sven Aage Larsen | Oscarsteatern |
| 1961 | Noah Claypole        | Oliver! Lionel Bart                                                 | Sven Aage Larsen | Oscarsteatern |
| 1961 | Sigismund Sülzheimer | Vita hästen Hans Müller och Ralph Benatzky                          | Egon Larsson     | Oscarsteatern |
| 1962 | Beltramini           | Tre valser Oscar Straus, Paul Knepler och Armin Robinson            | Ivo Cramér       | Oscarsteatern |
| 1963 | Byling               | Lås in Era döttrar Laurie Johnson, Lionel Bart och Bernard Miles    | Ivo Cramér       | Oscarsteatern |
| 1968 | Motel                | Spelman på taket Joseph Stein, Jerry Bock och Sheldon Harnick       | Leon Feder       | Stora Teatern |
| 1974 |                      | Annie Get Your Gun Irving Berlin, Dorothy Fields och Herbert Fields | Åke Falck        | Scandinavium  |